# Sant Roc de Massanes
Sant Roc de Massanes és una església de Massanes (Selva) inclosa a l'Inventari del Patrimoni Arquitectònic de Catalunya.

## Descripció
Modest santuari religiós situat en un turó.
De planta rectangular, té una sola nau, i està capçada al davant per un absis semicircular amb coberta de volta, del segle xv. La coberta és en volta de canó, i la teulada és en teula àrab amb un ràfec simple. A la dreta té una petita capella adossada.
A la façana principal hi ha la porta que anteriorment era amb arc de mig punt i dovelles, i que ha estat convertida en una porta amb arc pla, tot i conservar les dovelles. A la seva part dreta hi ha una petita finestra en arc pla i amb una reixa. A la part superior hi ha una obertura en forma d'ull de bou, protegida per una reixa. La resta d'obertures de l'edifici són rectangulars amb ampit, llinda i brancals de pedra.
Destaca el campanar d'espedanya.
La façana està realitzada en maçoneria, amb algunes parts toscament arrebossades.

## Història
L'any 1569 el bisbat donà l'autorització a Massanes per construir una capella dedicada a Sant Roc, Sant Jaume i Sant Sebastià, els tres sants advocats contra la pesta. Els representants del Comú, que havien fet la petició eren Antoni Marquès, Antic Pasqual i Gabriel Piferrer. L'any 1600 es va obtenir permís per beneir una campana. Des del segle xvii, a Sant Roc hi vivia permanentment un ermità. A mitjan segle xviii consta que tenia dos altars, el de Sant Roc i el de la Mare de Déu dels Dolors.
Des de 1977, cada 11 de setembre, s'organitza una arrossada a Sant Roc, ja que hi ha un parc molt ben condicionat.